# Párizs felszabadítása
Párizs felszabadítása (avagy a párizsi csata) a második világháborúban 1944. augusztus 19. és augusztus 25. között lezajlott felkelés volt, amely során Párizs felszabadult a Harmadik Birodalom megszállása alól. A felszabadítás a Hazai Francia Erők német helyőrség elleni felkelésével kezdődött, miután a harmadik amerikai hadsereg George Patton tábornok vezetésével megközelítette a várost.
Augusztus 24-én éjszaka a Philippe Leclerc tábornok vezette Szabad Franciaország 2. páncéloshadosztálya (amely a Csádi ezredből és a Raymond Dronne irányította, főleg spanyol köztársasági katonák alkotta gépesített gyalogsági egységből állt) behatolt a városba és másnap az amerikai 4. gyalogos hadosztállyal kiegészülve elfoglalta azt. Aznap, 25-én Dietrich von Choltitz a párizsi német helyőrség kormányzója megadta magát.

## Előzmények
Az Overlord hadművelet 1944. június 6-án kezdődött meg a Normandiai partraszállással, amely során a szövetséges hatalmak elfoglalták Normandiát, a partraszállás után pedig tovább nyomultak be az ország belsejébe. Dwight D. Eisenhower a szövetséges erők főparancsnoka nem tartotta elsődleges célnak felszabadítani Párizst. A legfőbb célkitűzés az volt, hogy az amerikai és brit csapatok a szovjetek előtt foglalják el Berlint, valamint, hogy az európai háború lezárásával minden erejüket a Csendes-óceáni hadszíntérre tudják fókuszálni. Eisenhower kijelentette, hogy még túl korai volna megtámadni Párizst, mivel tudatában volt Hitler azon tervével, hogy egy esetleges támadás esetén kész volna megsemmisíteni a várost. Úgy tartották, hogy Párizs túl nagy érték, mind kulturálisan, mind történelmileg ahhoz, hogy kockáztassák az épségét. Másrészt el akartak kerülni egy elhúzódó városi csatát, mint például a sztálingrádit, vagy a leningrádit. Úgy becsülték, hogy egy ostrom esetén napi 3600 tonna élelemre lenne szükség a felszabadítás után, valamint jelentős mennyiségű építőanyagra és munkaerőre. Ezenkívül közműfelújításra és a szállítórendszerek renoválása is rengeteget kellene költeni. Mindezeket összegezve a szövetségesek el akarták kerülni a városon belüli harcot. Charles de Gaulle viszont hatalmas jelentőséget tulajdonított a főváros felszabadításának és a támadással fenyegetőzött.

## A harcok

### Általános sztrájk (1944. augusztus 15-19.)

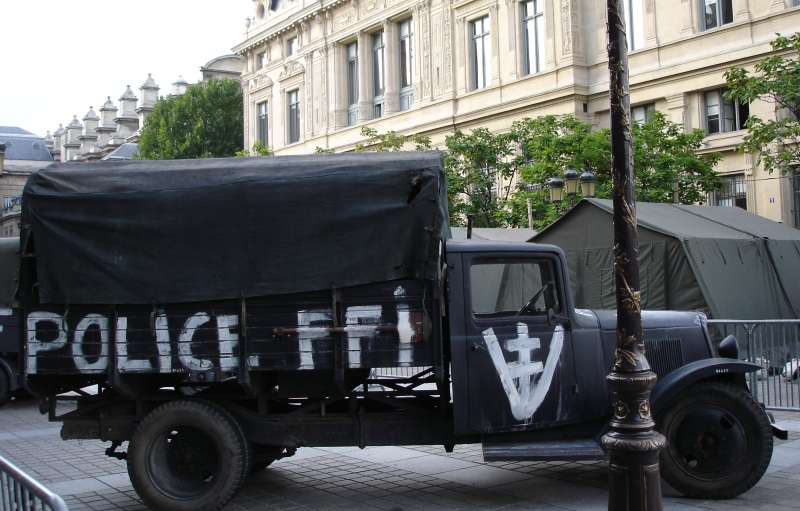
Az FFI által használt egyik teherautó.

Augusztus 15-én a párizsi metró alkalmazottjai, a csendőrség és a rendőrség sztrájkba kezdett, másnap hozzájuk csatlakoztak a postai alkalmazottak is. Hamarosan csatlakozott hozzájuk a városi munkásság is. 18-án általános sztrájk bontakozott ki.
Augusztus 17-én a városi tanács elnöke Pierre Taittinger találkozott a párizsi katonai kormányzóval Dietrich von Choltitz-al, annak érdekében, hogy meggyőzze őt, hogy ne pusztítsa el Párizst. Ugyanis a németek addigra aláaknázták a fontos stratégiai pontokat.

### A Hazai Francia Erők felkelése

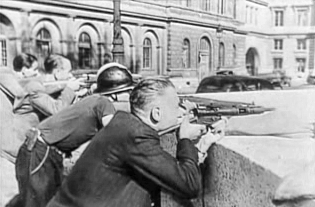
A párizsi felkelők tüzelnek az ellenségre.

Augusztus 19-én a német tankoszlopok, féllánctalpasok, teherautók és autók megrakodva katonákkal és felszereléssel haladtak Champs Élysées-n. Az a hír járta, hogy a szövetségesek a város felé közelítenek. Az utcák kihaltak voltak a német visszavonulást követően. Ezután az első csatározások a francia partizánok és a német megszállók között tört ki. A Hazai Francia Erők (franciául: Forces Françaises de l’Intérieur, FFI) tagjai több helyen propaganda lapokat helyeztek ki, amelyekben felkérték a rendőrség, a csendőrség, a nemzetőrség tagjait valamint minden 18 és 50 év közötti férfit, hogy csatlakozzon a megszállók elleni harchoz. További falragaszokat is kihelyeztek olyan lelkesítésekkel, mint például a „közel a győzelem”, vagy „büntetés az árulóknak” akik a Vichy-kormánnyal szövetkeztek. Ezeken a posztereken a Párizsi Felszabadítási Bizottság aláírása volt látható, amely szövetséges volt az Ideiglenes Francia Kormánnyal. A falragaszokat Henri Rol-Tanguy kommunista vezető parancsára tették ki, aki egyben az FFI Île-de-France-i vezetője volt. A csata során pár kisebb Vöröskereszt alakulat érkezett a városba, hogy segítséget nyújtson a francia és német sebesülteknek. A nap folyamán a németek három ellenállót kivégeztek.
Augusztus 20-án a felkelők barikádokat kezdtek építeni az ostrom fenntartása érdekében. Teherautókkal állták el az utakat, vagy fákat döntöttek rájuk, árkokat ástak, járdaköveket szedték fel úttorlasznak állítva. Ezekben a műveletekben a férfiakon kívül a nők és a gyerekek is részt vettek. A csata során több tartálykocsit támadtak meg vagy foglaltak el. Az ellenállók civil gépkocsikat rekviráltak, mint például a Citroën Traction Avant típust, ezeket terepszínűre festették, és az FFI emblémájával jelölték, az ellenállók főleg lőszerszállításra, valamint a barikádok közti parancsok továbbítására használták. A nap folyamán felszabadul a külvárosi Fort de Romainville fogoly,- és tranzittábor, ahol 1940 októbere óta tartottak női foglyokat, akiket bebörtönöztek, kivégeztek, vagy németországi koncentrációs táborba irányítottak át. A felszabadulás alatt sok holttestet találtak az erőd udvarában. Egy ideiglenes tűzszünet alkalmával Raoul Nordling svéd főkonzul tárgyalt Choltitz-al, hogy rábírja a további vérontás és a város elpusztításának megakadályozására. Mindkét félnek időre volt szüksége, a németek meg akarták erősíteni a helyőrséget a frontvonalon harcoló egységekkel, míg a francia ellenállóknak nem volt elég lőszerük egy elhúzódó küzdelemhez. A német helyőrség kezén volt a legtöbb műemlék és stratégiai pont, viszont a város nagy részét az ellenállók ellenőrizték. A németeknek nem volt elég katonájuk a támadáshoz, az ellenállóknak pedig kevés nehézfegyverzetük volt az ellenség erődítményeinek hatékony ostromlásához. A csatározások tetőpontja augusztus 22-én volt, amikor pár német egység megpróbálta elhagyni az erődítményét. Augusztus 23-án von Choltitz parancsára a németek tüzet nyitottak a Grand Palais-ra, amely FFI erőd volt, és tankokkal lőtték az utcai barikádokat. Hitler parancsba adta, hogy a lehető legnagyobb pusztítást okozzák a városban.
Becslések szerint körülbelül 800-1000 ellenálló halt meg, további 1500 megsérült, német oldalon körülbelül 3200-an haltak meg.

### A Szabad Francia 2. páncéloshadosztály (augusztus 24-25.)

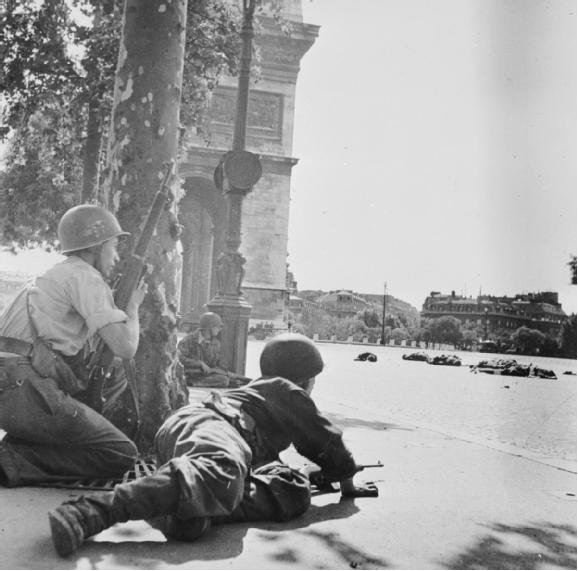
A Szabad Francia 2. páncéloshadosztály tagjai harc közben.

Augusztus 24-én Lecrerc tábornok a Szabad Franciaország 2. páncéloshadosztályának parancsnoka közvetlen felettese Leonard T. Gerow amerikai vezérőrnagy utasítására előőrsöt küldött Párizsba azzal az üzenettel, hogy másnapra megérkezik az egész hadosztály. A 9. páncélozott század főleg a spanyol polgárháború veteránjaiból állt, akik amerikai M4 Sherman tankokkal, M2-es féllánctalpasokkal és a General Motors teherautóival voltak felszerelve. Őket Raymon Dronne százados vezette, ő volt az első szövetséges tiszt, aki behatolt a városba. de Gaulle diadalmas bevonulásakor kijelentette, hogy az egységes Franciaország megteremtésében a Szabad Franciaországnak és az ellenállóknak fontos szerepe volt. A Szabad Franciaország 2. páncéloshadosztálya 71 főt vesztett el, valamint 225-en szenvedtek sérülést. Az anyagi veszteség 35 tank, 6 önjáró löveg, és 111 jármű.
Amerikai és brit nyomásra csak fehérbőrűek vettek részt a felszabadításban, a fekete és arab származású francia katonákat kizárták az augusztus 25-i diadalmas bevonuláskor. Ennek oka az volt, hogy a németek Franciaország elfoglalásakor 17 ezer nyugat-afrikai katonát mészároltak le, és a katonai vezetők el akarták kerülni a bosszúhadjáratot. Tehát a Szabad Franciaország erőinek kétharmadát alkotó gyarmati fekete katonák nem lehettek ott a fölszabadítás során.

### Német magadás (augusztus 25.)

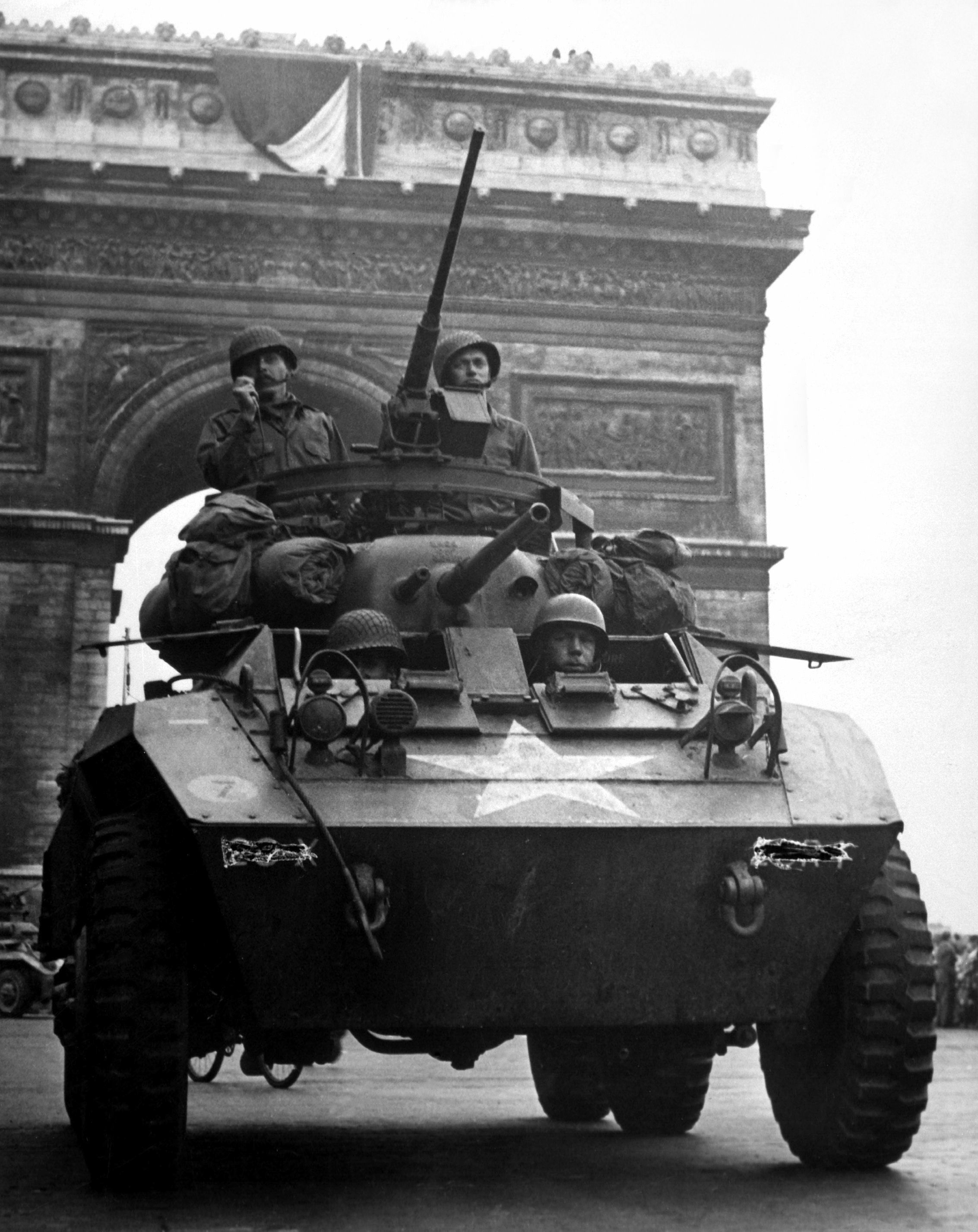
Amerikaiak járőröznek a Diadalív közelében.

Az Adolf Hitlertől érkező megismételt utasítások értelmében a város „nem kerülhet az ellenség kezébe, kivéve, ha már teljes törmelékként hever”, amit von Choltitznak teljesítenie is kellett volna bombázásokkal, valamint a hidak felrobbantásával. Azonban ő a megadta magát és a német helyőrséget a Hôtel Meurice-ban amely Leclerc tábornok főhadiszállása volt, ezután 1947 áprilisáig fogságban volt az USA-ban. Körülbelül 12 800 német katona került hadifogságba a megadást követően. Mivel von Choltitz nem követte a Führer utasításait így Párizs nem szenvedett nagy károkat, ezért egyesek „Párizs megmentője”-ként gondoltak rá. Emlékirata a Brennt Paris? (Párizs ég?) először 1950-ben jelent meg, amelyben szintén a főváros megmentőjeként tekint magára. Szerepéről máig viták folynak, hiszen különböző a megítélése Franciaországban és Németországban is. Németországban humanistaként és hősként tekintenek rá, mivel megmentette Párizst a harcoktól és a pusztítástól. 1964-ben Baden-Badeni otthonában egy interjúban elmondta, hogy azért tagadta meg Hitler parancsát „mert tudtam, hogy Hitler őrült volt. Ez volt az első alkalom, hogy nem engedelmeskedtem”. Emlékiratában azt is kifejtette, hogy szerette a városé és annak kultúráját. 2004-ben a kommunista aktivista Maurice Kriegel-Valrimont viszont úgy írta le von Choltitzot, hogy „olyan férfi volt, aki ameddig csak lehetett gyilkolta a francia népet, és csak azért hagyta abba, mert már nem tudta tovább folytatni. Nemhogy nem tartozunk neki semmivel, de az a történelem szégyentelen meghamisítása, hogy kitüntetjük valamilyen érdemmel”. Német történészek elemezték von Choltitz és a felettesei között zajlott beszélgetéseket, amelyek a freiberg levéltárból kerültek elő, a dokumentumok alapján a kutatók is Kriegel-Valrimont elméletét támogatják. Továbbá, Pierre Taittinger és Raoul Nordling azt állították, hogy ők voltak azok, akik meggyőzték von Choltitzot, hogy ne kövesse Hitler parancsát.

### De Gaulle beszéde (augusztus 25.)

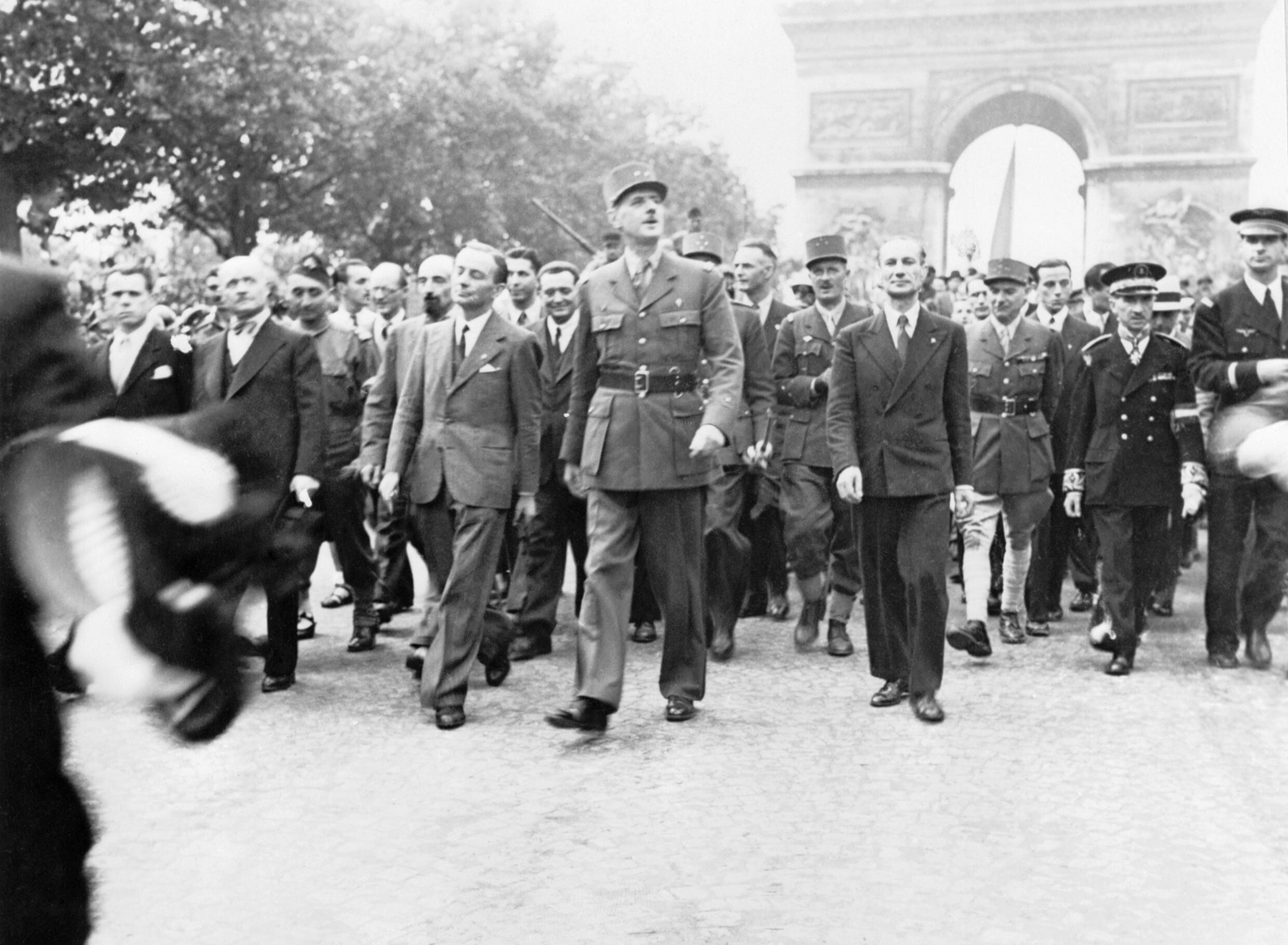
de Gaulle és kísérete a Champs Elysees-n

25-én a német megadás napján az Ideiglenes Francia Kormány elnöke, Charles de Gaulle visszaköltözött a hadügyminisztérium épületébe. Még aznap a Hôtel de Ville-ből lelkesítő beszédet tartott az ott megjelenő tömegnek.
Miért kívánod azt, hogy elrejtsük az érzelmet, amely megragad mindannyiunkat, férfiakat és nőket, akik itt vannak, otthon, Párizsban, akik talpra álltak, hogy felszabadítsák önmagukat, és sikerrel meg tették a saját kezükkel?
Nem, nem fogjuk titkolni ezt a mély és szentséges érzést. Ezek azok a pillanatok amelyek túlmutatnak mindannyiunk szegény életén. Párizs! Párizst meggyalázták! Párizst megsemmisítették. Párizs mártírrá vált! De Párizs felszabadult! Felszabadította magát, felszabadították az emberek a francia hadsereg támogatásával, egész Franciaország támogatásával és segítségével, Franciaország harcol, az egyetlen Franciaország, az igazi Franciaország, az örökkévaló Franciaország!
Nos! Mióta az ellenség amely kezében tartotta Párizst kapitulált számunkra, Franciaország visszatér Párizsba, az otthonába. Véresen tér vissza, de teljesen elszántan. Visszatér oda ahol megvilágosult az óriási lecke által, de bizonyosabb a kötelességeiben és jogaiban mint valaha.
Elsősorban a kötelességről beszélek, összegezem most azzal, hogy kimondom, kötelességünk harcolni. Az ellenség megdöbbent, de még nem legyőzött. Továbbra is a mi földünkön van.
Az még nem elég ahogy jelenleg állunk, a kedves és csodálatos Szövetségesek segítségével kiüldöztük őket az otthonunkból és elégedettek vagyunk a történtek után. Győztesekként illően akarunk belépni a területükre.
Ez az amiért a francia előőrs behatolt Párizsba izzó fegyvereivel. Ez az amiért a nagyszerű francia hadsereg Olaszországból partra szállt délen és gyorsan haladt fölfelé a Rhône völgyében. Ez az amiért a mi bátor és drága belső erőink felfegyverzik önmagukat modern fegyverekkel. Ez az a bosszú, ez a megtorlás és igazságosság, amely harcban tart minket egészen az utolsó napig, a teljes és totális győzelem napjáig.
Ez a háború kötelessége minden férfinak aki itt van, és mindazoknak akik hallanak minket Franciaországban, a nemzeti egység megköveteli ezt. Mi, akik megéltük a történelem legnagyszerűbb óráit, nem kívánhatunk mást mint, hogy megmutassuk magunknak a végsőkig Franciaország méltóságát. Éljen Franciaország!

### Győzelmi ünnepségek (augusztus 26. és 29.)

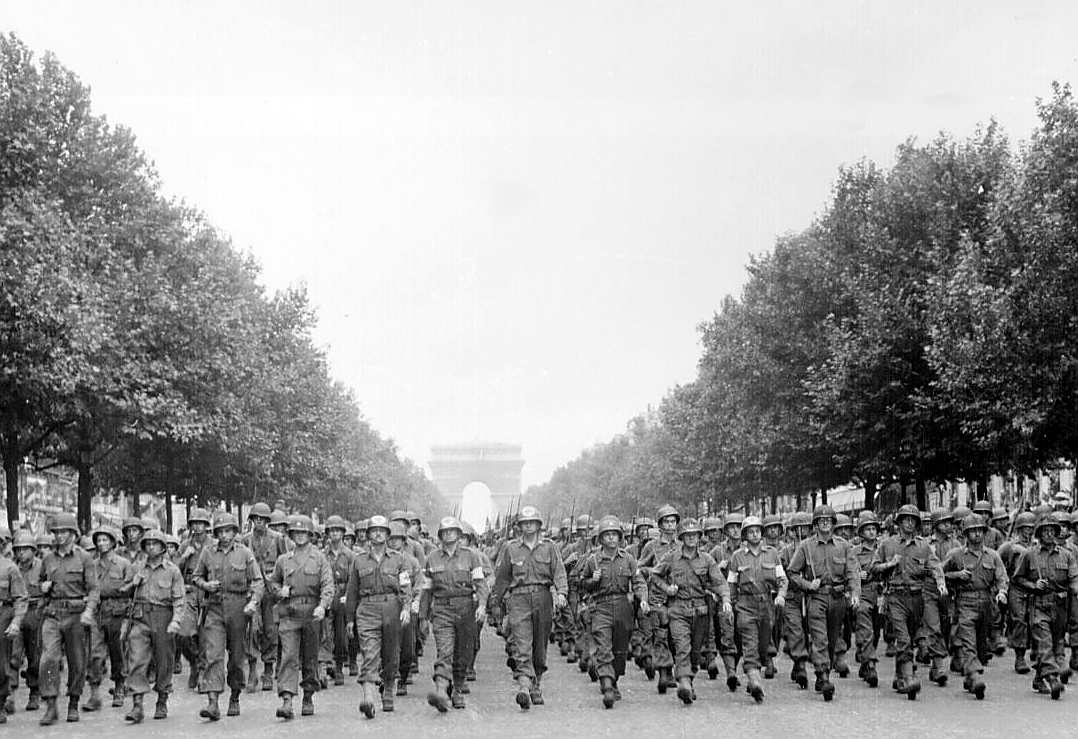
A 28. Amerikai gyalogos hadosztály felvonulása Párizs belvárosában 1944. augusztus 29-én.

A de Gaulle beszéde utáni napon Lecrlerc 2. páncéloshadosztálya felvonult a Champs-Élysées-n. A német mesterlövészek még aktívak voltak a háztetőkön a Hôtel de Crillon környékén, onnan lőtték a tömeget, miközben de Gaulle Champs-Élysées-n haladt a Concorde térnél.
Augusztus 29-én az amerikai hadsereg 28. gyalogos hadosztálya, amely az előző nap estéjén a Bois de Boulogne parkban gyűlekeztek, 24 fős sorokban masíroztak a Avenue Hoche-tól a Diadalívig, majd tovább a Champs-Élysées-n. Az örömteli tömeg köszöntötte a városon átvonuló amerikaiakat a sugárúton, amelyet a fővárostól északkeletre lévő támadási pozíciók megközelítési útvonalának jelöltek ki.
A francia történetírás próbálta kerülni a spanyol köztársaságiak részvételét, akiket a spanyol polgárháború során internáltak. Azonban 2004-ben Párizsban állami tiszteletadás keretében emlékplakettet állítottak részvételük hálájának jelképéül. Az emléktáblát a Szajna melletti Quai Henri IV utca falán Bertrand Delanoë, Párizs polgármestere leplezte le 2004. augusztus 24-én. Jelen volt Javier Rojo, a szenátus elnöke, valamint a több spanyol politikusból álló delegáció.

## Következmények

### Háborús helyzet
Habár Párizs felszabadult, még mindig heves harcok folytak Franciaország többi részén. Az ország nagy része megszállva maradt, amíg a délről folyó hadjárat elérte a Vogézekek délnyugati régióit augusztus, szeptember hónapokban. Az ország keleti felén lévő Elzász és Lotaringia német megszállás alatt maradt egészen 1945 elejéig.

### Szövetséges katonai kormány a megszállt területeken
A szövetségesek a megszállt területeken létrehozták a katonai kormányt. Az államigazgatást az amerikai vezérkar tervezte meg. Új fizetőeszközt vezettek be, amelyet „zászlópénz”-nek (monnaie drapeau), mert francia zászló volt a hátoldalán. A bankjegyeket az USA-ban nyomtatták, ezzel felváltva a Vichy-valutát, amely az 1944 júniusáig sikeresen lezajló Operation Overlord hadműveletig volt forgalomban. Azonban Párizs felszabadítása után a rövid életű valutát de Gaulle betiltotta, aki azt állította, hogy az amerikaiak által gyártott szabvány bankjegy hamis volt.

### Nemzeti egység
A párizsi felkelés megadta annak az alapját, hogy de Gaulle átmeneti köztársaságot hozzon létre. Ez váltotta fel a Vichy-Franciaországot és egyesítette a politikailag megosztott francia ellenállást a gaullisták, nacionalisták, kommunisták és anarchisták között egyenlő mértékben a nemzeti egység nevében. Beszédében, de Gaulle kiemelte Franciaország szerepét a felszabadulás sikérében és annak szükségességét, hogy a francia népnek kötelessége a harcot kiterjeszteni a Benelux államokra és Németországra. De Gaulle a győztes államokhoz kívánt tartozni annak érdekében, hogy elkerüljék a szövetségesek hosszú távú katonai kormányát. Augusztus 28-án az FFI-t beolvasztották az újjáalakult francia hadseregbe, akiket az „egyenruha nélküli harcosok”-nak neveztek. A hadsereget az amerikaiak szerelték fel egyenruhákkal, sisakokkal, fegyverekkel, járművekkel, amelyeket még az algériai háború idején is használtak az 1960-as években.

### Világháborús győztesként
A szövetségesek három nagyhatalmi vezetője (Roosevelt, Sztálin és Churchill valamint de Gaulle között nézeteltérés bontakozott ki, mivel előbbi három nem ismerte el, hogy az 1944. június 3-án létrehozott Ideiglenes Francia Kormány törvényes képviselője lenne Franciaországnak. Habár de Gaulle hivatalos vezetője volt a Szabad Franciaországnak 1940. június 28. óta amelyet Churchill is elismert, de nem vált az Ideiglenes Francia Kormány elnökévé demokratikus választáson keresztül. Ezt csak később, 1944. október 23-án ismerték el a szövetségesek. De Gaulle a városban intézett győzelmi beszédében kifejtette, hogy Franciaországot szintén a világháború győzteseként kell kezelni a három nagyhatalommal azonosan, akik azonban nem osztották ezt a nézőpontot. Erről tanúskodik, hogy a német fegyverletételkor a franciák „csak” tanúként írhatták alá az egyezményt. A háború utáni megszállási övezetekre bontott Németország délkeleti része valamint Nyugat-Berlin egy része a franciák ellenőrzése alá került. Ezt több európai állam ellenszenvét váltotta ki, és tovább mélyítette a rosszallást a nagyhatalmak ellen, különösen Lengyelországban, amely részt akart venni Németország megszállásában, azonban ezt a szovjetek ellenezték.

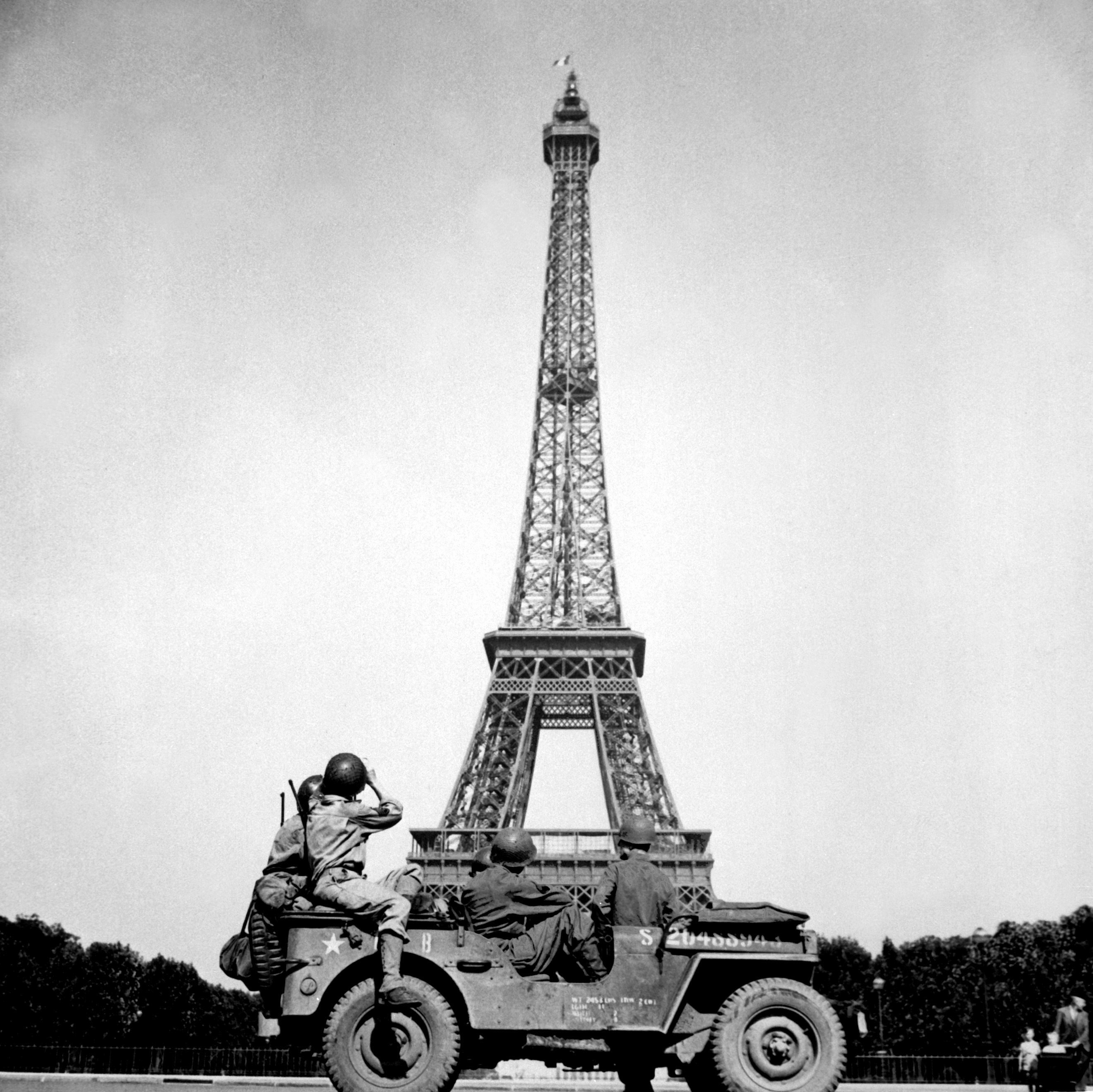
Amerikai katonák az Eiffel-toronynál.

### Törvényes megtisztítás
A háború alatt sok Vichy hűséges harcolt a félkatonai Milice française-ben, amelyet Joseph Darnand Sturmbannführer hozott létre 1943-ban, azért hogy az Ellenállás tagjaira vadásszon a Gestapóval. Az elfogott milicisták a felszabadulás után a törvényes tisztogatás (Épuration légale) részeseivé váltak. A vizsgálatok során körülbelül 300 000 esetet vizsgáltak ki 1944 és 1951 között. A hivatalos bírósági ítéletek során 6763 embert (ebből 3910-et távollétében) ítéltek halálra, amelyből 791-et ténylegesen végre is hajtottak. Azonban 1944-45 során sokakat tárgyalás nélkül végeztek ki. Azokat a nőket akik szexuális kapcsolatot létesítettek a németekkel letartóztatták és leborotválták a hajukat, nyilvánosan megszégyenítették őket és néhányukat hagyták összeveretni a megvadult csőcselékkel. Augusztus 17-én a németek letartóztatták Pierre Laval-t a milícia hivatalos vezetőjét és Belfort-ba vitték. Szeptember 7-én átszállították a németországi Sigmaringen-ben lévő Vichy emigráns kormány enklávéjába, amely 1945 áprilisáig működött. Laval-t végül 1945 októberében kivégezték.

### „Tegnap Strasbourg, holnap Saigon…”
1945-ben a nagy népszerűségnek örvendő Leclerc tábornokot nevezték ki a Francia Távol-Keleti Expedíciós Erők (franciául: Corps Expéditionnaire Français en Extrême-Orient, CEFEO) vezetőjévé, azzal a szándékkal, hogy erősítse meg Franciaország fennhatóságát Francia-Indokínában. A CEFEO toborzóplakátjain Sherman tankra festett kettős kereszt, valamint a „Tegnap Strasbourg, holnap Saigon, csatlakozz!” felirat volt látható. A CEFEO, hogy felszabadítsa Indokínát propagandát harsogott azzal, hogy kötelesség harcolni, így folytatva Franciaország felszabadítását. Amíg a Vichy Franciaország együttműködött Japánnal, annak 1940-es indokínai inváziója után, aközben de Gaulle hadat üzent a szigetországnak 1941. december 8-án, egy nappal a Pearl Harbor elleni japán támadás után, valamint 1943-ban megalapította a helyi japánellenes egységet, a Intervenciós Könnyűhadtestet (franciául: Corps Léger d’Intervention). Fény Intervenciós Alakulat)--> 1945. szeptember 2-án Leclerc tábornok a USS Missouri amerikai csatahajó fedélzetén aláírta a Japánnal való fegyverszünetet az Ideiglenes Francia Köztársaság kormánya nevében.

### Tisztelet a mártíroknak
2007. május 16-án Nicolas Sarkozy francia elnök hódolatát fejezte ki az 1944. augusztus 16-án kivégzett 35 mártír emlékének. A Bois de Boulogne parkban tartott megemlékezést Max Gallo francia történész narrálta, valamint egy diáklány felolvasta a 17 éves kivégzett Guy Môquet utolsó levelét. Beszéde alatt Sarkozy bejelentette, hogy minden francia iskolában fel kellene olvasni, emléket állítva az ellenállás szellemének. A beszéd után a Köztársasági Gárda korálja zárta le a megemlékezést az ellenállók himnuszával a Le Chant des Partisans (A partizánok dala) eléneklésével. Ezt követően az elnök Berlinbe utazott , hogy találkozzon Angela Merkel német kancellárral így szimbolizálva a francia–német megbékélést.

## La Libération de Paris
A La Libération de Paris (Párizs felszabadítása), egy 30 perces dokumentumfilm, amelyet augusztus 16. és 27. között rögzítettek az Ellenállók. A film eredeti címe a L'Insurrection Nationale inséparable de la Libération Nationale (A nemzeti felkelés elválaszthatatlan a nemzeti felszabadítástól) volt. A francia mozikban szeptember 1-én mutatták be.

## A tömegkultúrában

### Bélyegek
1945. szeptember 8-án az Egyesült Államok postahivatala kiadott egy bélyeg sorozatot a felszabadítás emlékére. A bélyegeken az elfoglalt Ludendorff híd és a párizsi tömeg látható.

### Filmek
- 1944: La Libération de Paris, dokumentum-riportfilm, rendezte Pierre Bost
- 1966: Párizs ég? (Paris brûle-t-il? ), francia film, rendezte René Clément
- 2014: Az utolsó éjszaka Párizsban (Diplomatie), francia-német film, rendezte Volker Schlöndorff.